# Matrice idempotentă
În algebra liniară, o matrice idempotentă este o matrice care, atunci când este înmulțită cu ea însăși, rezultatul este tot ea însăși. Adică, matricea {\displaystyle A} este idempotentă dacă și numai dacă {\displaystyle A^{2}=A}. Pentru ca acest produs {\displaystyle A^{2}} să fie definit, {\displaystyle A} trebuie să fie neapărat o matrice pătrată. Privite astfel, matricile idempotente sunt elemente idempotente⁠(d) ale inelelor de matrici⁠(d).

## Exemple
Exemple de matrici 2 × 2 idempotente:
{\displaystyle {\begin{bmatrix}1&0\\0&1\end{bmatrix}}\qquad {\begin{bmatrix}3&-6\\1&-2\end{bmatrix}}}
Exemple de matrici 3 × 3 idempotente:
{\displaystyle {\begin{bmatrix}1&0&0\\0&1&0\\0&0&1\end{bmatrix}}\qquad {\begin{bmatrix}2&-2&-4\\-1&3&4\\1&-2&-3\end{bmatrix}}}

## Cazul 2 × 2 la numere reale
Dacă matricea {\displaystyle {\begin{pmatrix}a&b\\c&d\end{pmatrix}}} este idempotentă, atunci
- {\displaystyle a=a^{2}+bc,}
- {\displaystyle b=ab+bd,} care implică {\displaystyle b(1-a-d)=0} deci {\displaystyle b=0} sau {\displaystyle d=1-a,}
- {\displaystyle c=ca+cd,} care implică {\displaystyle c(1-a-d)=0} deci {\displaystyle c=0} sau {\displaystyle d=1-a,}
- {\displaystyle d=bc+d^{2}.}

Astfel, o condiție necesară ca o matrice {\displaystyle 2\times 2} să fie idempotentă este să fie fie una diagonală, fie ca urma sa să fie egală cu 1.
Pentru matricele diagonale idempotente, {\displaystyle a} și {\displaystyle d} trebuie să fie fie 1, fie 0.
Dacă {\displaystyle b=c}, matricea {\displaystyle {\begin{pmatrix}a&b\\b&1-a\end{pmatrix}}} va fi idempotentă cu condiția {\displaystyle a^{2}+b^{2}=a,} deci a satisface ecuația de gradul al doilea
{\displaystyle a^{2}-a+b^{2}=0,} sau {\displaystyle \left(a-{\frac {1}{2}}\right)^{2}+b^{2}={\frac {1}{4}}}
care este un cerc cu centrul (1/2, 0) și raza 1/2. Cu variabila θ,
{\displaystyle A={\frac {1}{2}}{\begin{pmatrix}1-\cos \theta &\sin \theta \\\sin \theta &1+\cos \theta \end{pmatrix}}}
este idempotentă. Însă {\displaystyle b=c} nu este o condiție necesară: orice matrice {\displaystyle {\begin{pmatrix}a&b\\c&1-a\end{pmatrix}}} cu {\displaystyle a^{2}+bc=a} este idempotentă.

## Proprietăți

### Singularitate și regularitate
Singura matrice idempotentă care nu este inversabilă este matricea unitate; adică, dacă o matrice care nu este una unitate este idempotentă, numărul său de linii (sau coloane) independente este mai mic decât numărul său de linii (sau coloane).
Asta se poate arăta scriind {\displaystyle A^{2}=A}, presupunând că A nu este singulară, înmulțind-o cu {\displaystyle A^{-1}} se obține {\displaystyle A=IA=A^{-1}A^{2}=A^{-1}A=I}.
Când o matrice idempotentă este scăzută din matricea unitate, rezultatul este și el idempotent. Acest lucru este valabil deoarece
{\displaystyle (I-A)(I-A)=I-A-A+A^{2}=I-A-A+A=I-A.}
Dacă matricea A este idempotentă, atunci pentru orice număr întreg pozitiv n, {\displaystyle A^{n}=A}. Acest lucru poate fi demonstrat folosind demonstrarea prin inducție. Pentru {\displaystyle n=1}, {\displaystyle A^{1}=A}. Presupunând că {\displaystyle A^{k-1}=A}, atunci {\displaystyle A^{k}=A^{k-1}A=AA=A}, deoarece  A este idempotentă. Prin inducție, rezultatul este demonstrat.

### Valorile proprii
O matrice idempotentă este întotdeauna diagonalizabilă⁠(d). Valorile sale proprii sunt sau 0, sau 1: dacă {\displaystyle \mathbf {x} } este un vector propriu nenul a unei matrice idempotente {\displaystyle A} iar {\displaystyle \lambda } este valoarea sa proprie asociată, atunci {\textstyle \lambda \mathbf {x} =A\mathbf {x} =A^{2}\mathbf {x} =A\lambda \mathbf {x} =\lambda A\mathbf {x} =\lambda ^{2}\mathbf {x} ,} ceea ce implică {\displaystyle \lambda \in \{0,1\}.} Asta implică faptul că determinantul unei matrice idempotente este întotdeauna 0 sau 1. După cum s-a menționat mai sus, dacă determinantul este egal cu unu, matricea este inversabilă și, prin urmare, este matricea unitate.

### Urma
Urma unei matrice idempotente — suma elementelor de pe diagonala sa principală — este egală cu rangul matricei, prin urmare este întotdeauna un număr întreg. Aceasta oferă o modalitate simplă de a calcula rangul, respectiv urma, unei matrice ale cărei elemente nu sunt specificate (ceea ce este util în statistică, de exemplu, în stabilirea biasului⁠(d) unui eșantion variant ca estimare a varianței întregii populații).

### Relații între matrici idempotente
În analiza de regresie se știe că matricea {\displaystyle M=I-X(X'X)^{-1}X'} produce reziduurile {\displaystyle e} din regresia vectorului variabilelor dependente {\displaystyle y} din matricea covariatelor {\displaystyle X}. (v. secțiunea „Aplicații”.) Acum, fie {\displaystyle X_{1}} o matrice formată dintr-un subset de coloane ale lui {\displaystyle X} și fie {\displaystyle M_{1}=I-X_{1}(X_{1}'X_{1})^{-1}X_{1}'}. Este ușor de demonstrat că atât {\displaystyle M} cât și {\displaystyle M_{1}} sunt idempotente, dar un fapt oarecum surprinzător este că {\displaystyle MM_{1}=M}. Acest lucru se datorează faptului că {\displaystyle MX_{1}=0}, sau cu alte cuvinte, reziduurile din regresia coloanelor lui {\displaystyle X_{1}} din {\displaystyle X} sunt 0 deoarece {\displaystyle X_{1}} poate fi interpolat perfect, deoarece este un subset al lui {\displaystyle X} (este simplu să se arate că {\displaystyle MX=0} prin substituție directă). Aceasta duce la alte două rezultate importante: unul este că {\displaystyle (M_{1}-M)} este simetric și idempotent, iar celălalt este că {\displaystyle (M_{1}-M)M=0}, adică {\displaystyle (M_{1}-M)} este ortogonal cu {\displaystyle M}. Aceste rezultate joacă un rol cheie, de exemplu, în obținerea testului F.
Orice matrice asemenea cu una idempotentă este și ea idempotentă. Idempotența este conservată la o schimbarea bazei⁠(d). Acest lucru poate fi demonstrat prin înmulțirea cu matricea transpusă {\displaystyle SAS^{-1}} cu {\displaystyle A} fiind idempotentă: {\displaystyle (SAS^{-1})^{2}=(SAS^{-1})(SAS^{-1})=SA(S^{-1}S)AS^{-1}=SA^{2}S^{-1}=SAS^{-1}}.

## Aplicații
Matricele idempotente apar frecvent în analiza de regresie și econometrie. De exemplu, în metoda liniară a celor mai mici pătrate⁠(d) problema regresiei este de a alege un vector β de estimări de coeficienți astfel încât să fie minimizată suma reziduurilor pătrate (predicții greșite) ei: sub formă de matrice:
de minimizat {\displaystyle (y-X\beta )^{\textsf {T}}(y-X\beta )}
unde {\displaystyle y} este un vector care conține mărimile variabilelor dependente, iar {\displaystyle X} este o matrice în care fiecare din coloanele ei este o coloană de observații ale variabilelor independente. Rezultatul estimării este
{\displaystyle {\hat {\beta }}=\left(X^{\textsf {T}}X\right)^{-1}X^{\textsf {T}}y}
unde prin T este notată matricea transpusă, iar vectorul reziduurilor este:
{\displaystyle {\hat {e}}=y-X{\hat {\beta }}=y-X\left(X^{\textsf {T}}X\right)^{-1}X^{\textsf {T}}y=\left[I-X\left(X^{\textsf {T}}X\right)^{-1}X^{\textsf {T}}\right]y=My.}
Aici ambele {\displaystyle M} și {\displaystyle X\left(X^{\textsf {T}}X\right)^{-1}X^{\textsf {T}}} sunt matrici idempotente și simetrice, fapt care simplifică calculul sumei pătratelor reziduurilor:
{\displaystyle {\hat {e}}^{\textsf {T}}{\hat {e}}=(My)^{\textsf {T}}(My)=y^{\textsf {T}}M^{\textsf {T}}My=y^{\textsf {T}}MMy=y^{\textsf {T}}My.}
Idempotența lui {\displaystyle M} joacă un rol și în alte calcule, cum ar fi determinarea varianței estimării {\displaystyle {\hat {\beta }}}.